# Paysage avec grotte
Paysage avec grotte est une peinture de Joos de Momper.

## Interprétation
Joos de Momper, flamand d'Anvers, a probablement voyagé en Italie et a été impressionné par les paysages alpins. L'un des deux personnages assis est un dessinateur. Cet enthousiasme pour la montagne est assez nouveau; la montagne était considérée jadis comme diabolique. La signification religieuse que les gens du Moyen Âge donnait à la montagne perd de son influence au profit d'un intérêt naissant pour l'alpinisme et les ressources naturelles comme l'eau ou les minerais.